# Mukojima Mitsuru
Mitsuru Mukojima (sinh ngày 5 tháng 5 năm 1976) là một cầu thủ bóng đá người Nhật Bản.

## Sự nghiệp câu lạc bộ
Mitsuru Mukojima đã từng chơi cho Nagoya Grampus Eight và Honda.